# Carl Frankenstein
Carl (Karl) Frankenstein (geboren 16. Februar 1905 in Berlin; gestorben 22. Januar 1990 in Jerusalem) war ein israelischer Sozialpädagoge deutscher Herkunft.

## Leben
Frankenstein schloss sein Studium 1927 mit dem Dr. phil. ab. 
1935 emigrierte er nach Palästina und war in Israel Hochschullehrer mit dem Schwerpunkt „Sondererziehung“. 1965 wurde Frankenstein mit dem Israel-Preis im Bereich „Bildung“ ausgezeichnet.

## Schriften
- Molitors metaphysische Geschichtsphilosophie, 1928
- Waywardness in Children, 1947
- Persönlichkeitswandel, 1964
- The Roots of the Ego, 1966
- Psychodynamics of Externalization, 1968